# Potamarcha congener
Potamarcha congener – gatunek ważki z rodziny ważkowatych (Libellulidae).